# یوشیمورا ۲۵۰۸۸
سیارک ۲۵۰۸۸ (به انگلیسی: 25088 Yoshimura، نامگذاری:1998RR19) بیست و پنج هزار و هشتاد و هشتمین سیارک کشف شده‌است که در ۱۴ سپتامبر ۱۹۹۸ کشف شد.
قدر مطلق سیارک برابر ۱۱.۲ است.